# Alberto Berri
Alberto Berri, pseudonimo di Alberto Cannavale (Napoli, 4 agosto 1923 – Napoli, 22 settembre 1998), è stato un cantante italiano.
“Prufesso' vuje tenite ‘n onza ‘e voce e ‘nu quintale ‘e core” disse il grande Pasquariello ad Alberto Berri quando nel 1949 lo ascoltò nell'interpretazione di “Bella di notte” durante la popolare Festa di Porta Capuana a Napoli. Quella serata segnò la svolta della carriera di Alberto Berri verso la discografia.

## Biografia
Incise per la Vis Radio e successivamente per l'Universal, poi Phonotype Record. Il suo primo disco, datato 1º giugno 1949, fu “Luna Rossa” della quale fu anche il primo interprete. Proprio negli studi della Vis Radio il nostro Alberto conobbe Nello Segurini che lo stimò moltissimo. Fu lui che portandolo con sé a Radio Napoli nel '52 scoprì le sue possibilità di dedicarsi anche alla canzone italiana passando quindi nel '54 ai microfoni di Radio Roma. Seguirono le trasmissioni radiofoniche e televisive dalla RAI di Torino e Milano con Ernesto Nicelli, con le orchestre di Nello Segurini per l'appunto, Alfredo Giannini, Dino Olivieri, Van Wood, William Galassini, Giuseppe Anepeta, Cinico Angelini. Alberto Berri è noto agli appassionati della canzone italiana e napoletana come l'interprete oltre che di “Luna rossa”, di “'O vico”, “Surriento d'’e ‘nnammurate”, “Luna caprese”, “A testa aruta” ma anche di “Parlami d'amore Mariù”, “Borgo antico”, “Firenze sogna”. 
Bisogna viaggiare molto indietro nel tempo per ritrovare il primo nascere della sua vocazione da una travagliata formazione umana ed artistica.
Alberto Cannavale, suo vero nome, era nato in una famiglia borghese e da ragazzino conduceva una vita agiata. Il padre era orafo. Ma a causa della profonda crisi che seguì (erano gli anni dell'“oro alla patria”) fu costretto con dolore ad interrompere gli studi intrapresi per trovare un lavoro che gli permettesse di contribuire alle esigenze della famiglia. La vita era dura ma Alberto rimase gioviale e spensierato. Quando rientrando a casa la sera cantava per le strade le canzoni in voga negli anni quaranta, qualche finestra si illuminava al passaggio dell'insolito stornellatore. A 18 anni, modernissimo Cirano, era conteso dagli amici che lo trascinavano a cantare ciascuno per la propria bella, con la sua calda voce, una dolce serenata d'amore.
L'interesse di quel pubblico semplice e spontaneo fece germogliare in lui l'idea di diventare un cantante professionista. Il suo sogno fu troncato però dalla guerra. E poiché nel suo cuore di buon napoletano non taceva l'eco delle melodie preferite, dopo aver vissuto la prigionia nell'Isola di Rodi in Grecia, ritornato in patria si mise a studiare sul serio. Nel '45 il suo primo incontro fortunato nel Bar Spagnoli in Piazza Carlo III, con il baritono del S. Carlo Antonio Picillo, il quale avendone riconosciuto il pregevole talento, si prodigò per farlo debuttare al Teatro Apollo di Napoli, nello spettacolo della notissima Emilia Veldes del 1947. E così da Napoli, dalle grandi feste popolari di quegli anni come la Piedigrotta, il suo nome si trasferì nei manifesti delle compagnie di rivista che si esibivano nei più autorevoli teatri italiani – Beniamino Maggio, Nuto Navarrini, Nino Besozzi, Walter Chiari – incontrando sempre il favore del pubblico per le personali doti di bel canto e per meriti di seria e sensibile interpretazione. La sua voce era pulita, armonica, intonatissima. Quando la impegnava in arditezze tecniche dal suo “vibrato” e dalle linee melodiche venivano fuori nitidi melismi, ben definiti e non approssimativi. Fu definito dalla critica “…uno dei migliori stornellatori del suo tempo. Ricco di mezzi tecnico-vocali veramente notevoli, il Berri unisce, ad un calore insito nella voce stessa, un’interpretazione ottima sotto tutti i punti di vista”.
Nel '55 partecipò al Festival della canzone di Velletri, unitamente ai cantanti Achille Togliani, Marisa Colomber, Paolo Sardisco, Katina Ranieri e altri, aggiudicandosi il primo ed il terzo premio. Al Festival di Napoli a lui il merito di aver portato in finale le note canzoni Guaglione e Palummella. Nel 1962 partecipa al Gran Festival di Piedigrotta. Nel 1965 si ritira dalle scene per dedicarsi solo alla sua dolce Emilia, (la biondina di cui si innamorò cantando L'ultima serenata nel ‘51) e agli studi musicali del figlio Antonello.

## Discografia

### Album in studio
- 1956 – Alberto Berri (Vis Radio, ViMT 24001)
- 1957 – Alberto Berri (Vis Radio, ViMT 24002)
- 1967 – Alberto Berri (Vis Radio, ViMT 08455)
- 1971 – Alberto Berri (Universal, LPX 50019)

### EP
- 1958 – VI Festival della Canzone Napoletana (Universal, EP 109); con Alberto Berri (canta Vurria e Suonno a Marechiaro), Gino Marignola (canta Giulietta e Romeo), Maria Giocoli (canta Tuppe tuppe Marescià)

### Singoli
- 1950 – Surriento de 'nnammurate/Palazziello (Vis Radio, Vi-4165)
- 1950 – Zoccoletti/Straniera a Napule (Vis Radio, Vi-4192)
- 1950 – Alba sul mare/Libro Cuore (Vis Radio, Vi-4270)
- 1950 – Anema e core/Notti hawajane (Vis Radio, Vi-4272)
- 1951 – Manuela/Canzone di primavera (Vis Radio, Vi-4436)
- 1952 – Non ti ricordi/Stornello dello scugnizzo (Vis Radio, Vi-4592)
- 1952 – 'O ciucciariello/Inutilmente (Vis Radio, Vi-4593)
- 1952 – Acquaiolo/La foggianella (Vis Radio, Vi-4594)
- 1953 – 'O viento/Vennegna (Vis Radio, Vi-4728)
- 1953 -   'A Luciana/E ce stava na fata (Vis Radio, Vi 4809)
- 1954 – Tre rundinelle/Rota 'e fuoco e faccia 'e neve (Vis Radio, Vi-4996)
- 1954 – Quann'ero surdato/'Na chitarra stà chiagnenno (Vis Radio, Vi-4997)
- 1954 – Balcone chiuso/Aieressera (Vis Radio, Vi-4998)
- 1954 – Luna caprese/'E surdatielle (Vis Radio, Vi-5004)
- 1954 – Perché signora bianca/Ho sognato Firenze (Vis Radio, Vi-5005)
- 1954 – Fanciulle belle/Salviamo la luna (Vis Radio, Vi-5007)
- 1955 – Maruzzella/Bella ricamatrice (Vis Radio, Vi-5347)
- 1955 – Stornelli napoletani parte I/Stornelli napoletani parte II (Vis Radio, Vi-5355)
- 1957 – Ll'urdemo raggio 'e luna/Passiggiatella (Universal, U 2343)
- 1958 – Maistrale/Serenata arraggiata (Universal, U 2372)
- 1960 – Stornelli sinceri 1 parte / Stornelli sinceri 2 parte (Universal, DN 64)
- 1960 – 'A musica d''o mare / Ammore pazzariello (Universal, DN 76)
- 1960 – Serenata a Margellina / Serenatella c'o si e c'o no (Universal, DN 88)
- 1960 – Mandolino, mandolino / Carolina dai (Universal, DN 172)
- 1962 – 'A testa aruta 1 e 2 parte / 'A testa aruta 3 e 4 parte (Universal, DN 246)
- 1962 – Santa Lucia luntana / 'O marenariello (Universal, DN 249)
- 1962 – 'Na spina 'e rosa / 'A gelusia (Universal, DN 269)
- 1962 – Brigantella / 'A canzone 'e nu core (Universal, DN 300)
- 1962 – Serenata a Surriento / Paisaniello (Universal, DN 301)
- 1963 – Uocchie verde / Guaglione 'e vita (Universal, DN 305)
- 1963 – Io so' geluso / Chella d''o mare (Universal, DN 306)
- 1963 – 'A perla nera / Chitarra 'e notte (Universal, DN 321)
- 1963 – Io so pulecenella / Oro niro (Universal, DN 323)
- 1963 – Suonno 'e carcerato / Chella notte Universal, DN 330)